# Västgötabanans stationshus

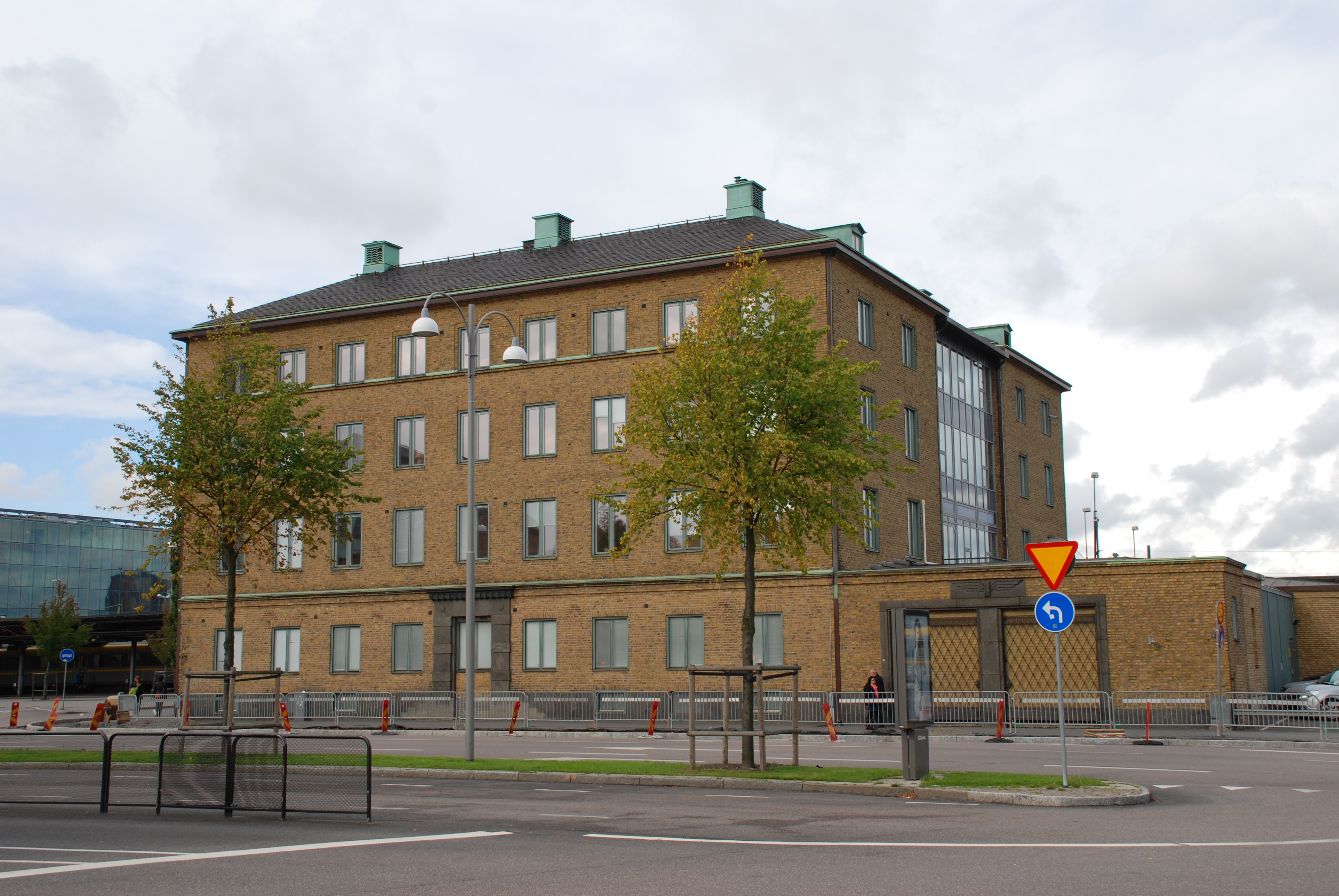
Västgötabanans stationshus i september 2012.

Västgötabanans stationshus, (även kallat VGJ-huset), är en byggnad i Göteborg, som uppfördes som stationshus och administrationsbyggnad för Västergötland-Göteborgs Järnvägar. Byggnaden ligger vid Burggrevegatan 4  ritades av göteborgsarkitekten Ernst Torulf och invigdes 1931.

## Om fastigheten
Västgötabanans stationshus ligger i direkt anslutning till Göteborgs centralstation. Det avslutar gaturummet mellan Centralstationen och Posthuset och ingår i miljön kring Åkareplatsen. Den ersatte VGJ:s första stationshus som ritats av arkitekten Carl Crispin och låg vid Lilla Bommen och uppfördes 1899, i samband med banans anläggande. 
Byggnaden, som är i modernistisk arkitektur, stod klar 1931 och är uppförd i gult tegel, med ett fundament i granit och fasadornament i kalksten. Den har samma karaktär som Posthuset bredvid. Stationshuset är upptaget i Göteborgs kommunala bevarandeprogram, och är en del av den mycket värdefulla kommunikationsmiljön kring Drottningtorget och påminner om de enskilda linjer och järnvägsföretag som fanns i området tidigare. 
Den 28 maj 1967 lades sträckan mellan Göteborg och Sjövik ned. Från 1969 vände spårvagnarna på den nya Angeredsbanan på samma plats som tågen gjort, tills banan 1979 förlängdes till Drottningtorget och byggnaden till slut helt förlorade sin roll som stationshus.
Idag ägs fastigheten av Jernhusen som hyr ut huset i sin helhet till SJ AB och dotterbolaget SJ Götalandståg AB som kör Västtågen för Västrafik. Det rymmer bland annat kontor, trafikledning och personallokaler för tågvärdar, lokförare, växlare och städare.

## Framtid
Byggnaden kan komma att rivas i samband med bygget av bangårdsviadukten över centralstationens spår mellan Polhemsplatsen och Gullbergsvass.